# Чарбах (станция метро)
Чарба́х (арм. Չարբախ) — 10-я станция Ереванского метрополитена. Представляет собой боковую наземную платформу у единственного пути. Единственная станция, построенная после обретения Арменией независимости. Располагается на челночном ответвлении от первой линии. Между станциями «Чарбах» и «Шенгавит» на челночном ответвлении курсирует одновагонный поезд 81-717М, всего в мире которых существует два экземпляра — № 0112 и № 8783. Наличие двух кабин машиниста у одного вагона после модернизации в связи с рекордно низким пассажиропотоком является беспрецедентным случаем в мировой практике ввиду допущения Правилами технической эксплуатации (ПТЭ) как минимум трёх вагонов в составе.

## История
В 1993 году инициативная группа, в основном состоящая из руководителей предприятий, расположенных в микрорайоне Чарбах, обратилась в органы власти Армении с прошением о строительстве станции метро в этой местности. Проблема была в том, что наземный городской пассажирский транспорт не мог обеспечить подвоз рабочих и служащих из-за малой пропускной способности, перебоев и дорожных заторов. При этом задолго до открытия станции существовала практика подвоза пассажиров до депо поездами, в оное депо следовавшими. Там их ссаживали на служебной платформе. Однако заезд составов в депо случается нечасто, поэтому подобная возможность была редкой удачей. По утрам горожане нередко являлись в депо, чтобы уехать в город на отправляющихся оттуда поездах. Разумеется, такие перевозки нарушали правила эксплуатации метрополитена и не соответствовали технике безопасности.
Решением правительства Республики Армения от 17.12.1993 г. № 613 было начато проектирование и строительство временной станции «Чарбах» на продолжении ветки до депо. Станция была сдана в эксплуатацию в декабре 1996 года. Открылась 26 декабря 1996 года, по ней началось регулярное челночное движение составов (а точнее, электромотрисы, переделанной из вагона типа 81-717) Проект был выполнен институтом «Армгипротранс».

## Описание
Расположена на юге Еревана, в районе Шенгавит. На данный момент является самой новой и единственной, введённой в эксплуатацию после распада СССР станцией Ереванского метрополитена.
Станция является ответвлением от основной линии и была построена между станцией Шенгавит и единственным депо Ереванского метрополитена. Поезда ходят до станции Шенгавит челночным способом, отправляясь с обоих путей поочерёдно. Оборот состава по происходит по станционным путям станции «Шенгавит» во время перерывов между прибытиями составов основной линии. Поезд на «Чарбах» прибывает на станцию «Шенгавит» по встречному пути, после чего отправляется обратно с отклонением по стрелке к «Чарбаху». При прибытии вагончика на «Чарбах» над рельсами загорается световое табло с названием станции. Большие интервалы в движении поездов в Ереванском метро допускают такую эксплуатацию.

## Этимология
Станция была названа по расположенному поблизости одноимённому району, который, в свою очередь, был построен на месте села с этим же названием. Слово «Чарбах» происходит из персидского языка и означает «четыре сада». Дело в том, что в этом селе находился состоящий из четырёх частей обширный сад, в плане напоминающий прямоугольник. Название «Чарбах» весьма распространено в странах Персидского залива и Афганистане.
Существует и неофициальная версия, согласно которой в селе некогда жили два очень богатых человека, имевших свои виноградники. Местные бедняки, работавшие на них, получали очень мало и из-за этого были вынуждены подрабатывать на винокурне и в кожевенной мастерской. По вечерам, устав от работы и вернувшись домой, они жаловались: «Чаре, чаре мер бахты» — «О, злая наша судьба». Потому-то село и стало называться Чарбах — «злая судьба», где чар — «зло»; бахт — «судьба».